# NSU Ro 80
La NSU Ro 80 est la dernière automobile vendue sous la marque allemande NSU. Elle fut produite entre 1967 et 1977. Outre une ligne aérodynamique innovante pour l'époque, elle se singularise par le moteur Comotor qui est un moteur à pistons  rotatifs Wankel.

## Histoire

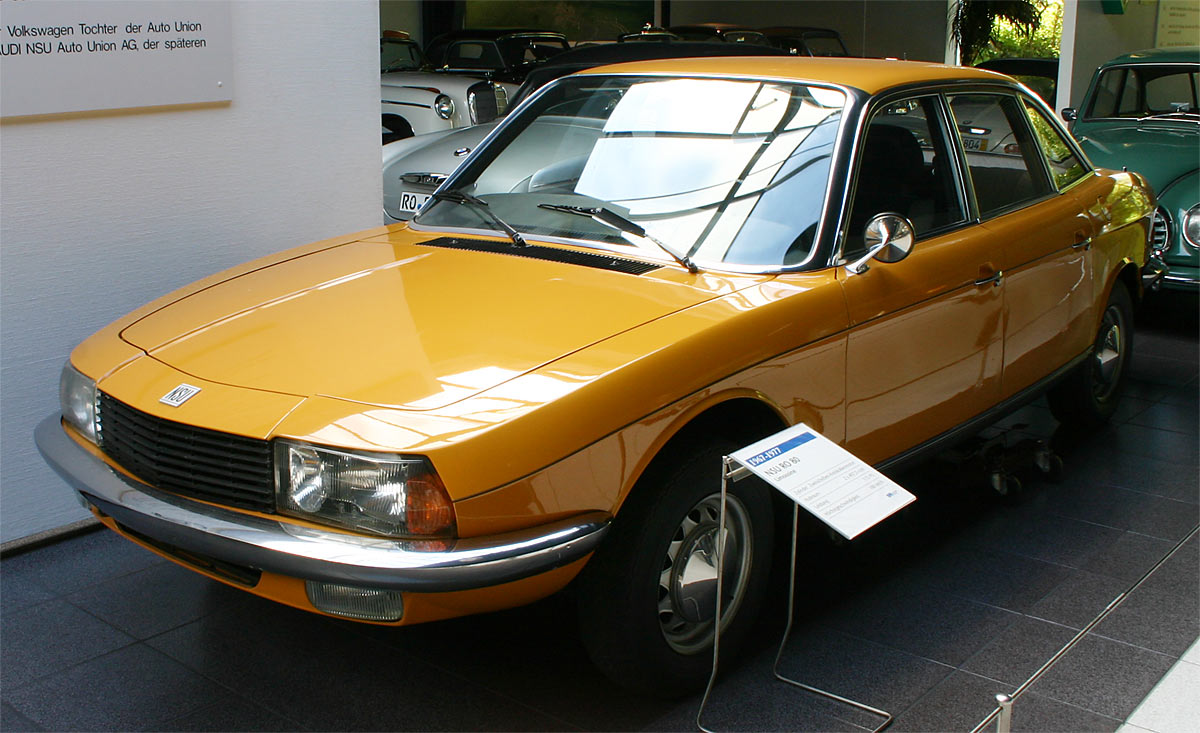
NSU Ro 80 au.

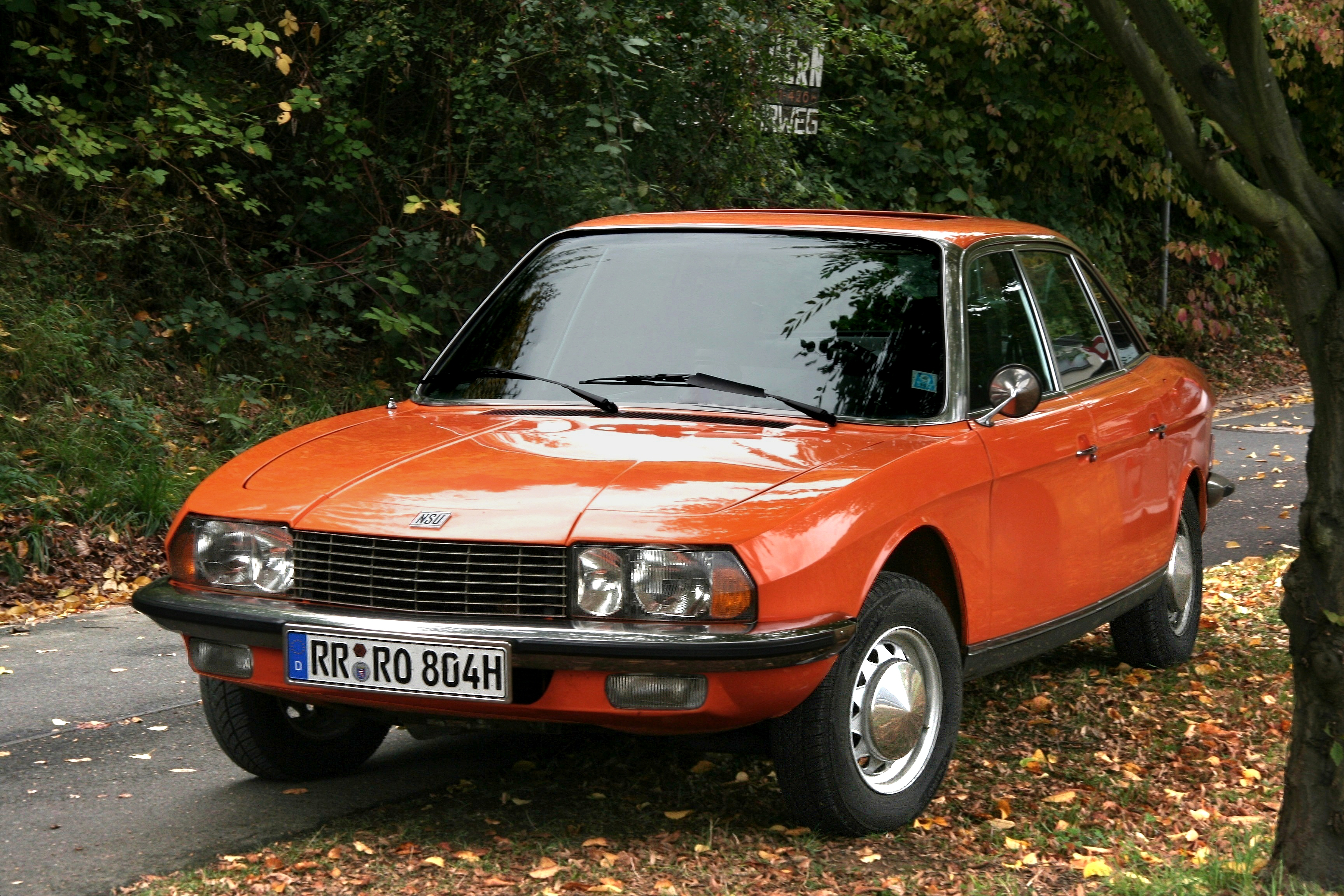
NSU Ro 80.

La première NSU Ro 80 sort de la chaîne de production le 19 octobre 1967, elle porte le numéro de série 80001061. Cette voiture, dessinée par Claus Luthe, a une ligne futuriste. Elle sera source d'inspiration pour les générations suivantes. 
Le « Ro » dans le nom signifie Rotationskolben par opposition à « K » pour Kolben, mot allemand signifiant « Pistons » (par exemple, moteur de Volkswagen K70). Le « 80 » fait référence aux années 1980 pour évoquer le futur.
La Ro 80 a très peu changé durant ses dix années de production. En septembre 1969, les optiques rectangulaires reprenant le profil à plan brisé de la calandre ont été remplacées par des phares halogènes plats et jumeaux et des évents d'extraction d'air apparaissent sur le montant situé derrière les portes tout comme sur l'exemplaire de présentation, immatriculé HN-HC 517 et tous les suivants. En août 1970, une grille plastique légèrement remodelée remplace la grille métallique des premiers modèles, et un léger lifting a lieu en mai 1975 : les automobiles ont été équipées de feux arrière élargis et d'inserts en caoutchouc dans les pare-chocs, portant la longueur totale de la voiture à 4 795 mm, soit 15 mm de plus.
En 1968, au bout d'un an de production, 5 986 voitures sont sorties de chaîne, puis 7 811 en 1969, avec une légère baisse en 1970 à 7 200 unités. Au cours des trois années suivantes, cette production diminue encore pour se limiter à environ 3 000 - 4 000 exemplaires par an. La consommation relativement importante du moteur rotatif pénalise la voiture après les hausses du prix du carburant qui accompagnent la crise pétrolière de 1973, et entre 1974 et 1976, la production annuelle est bien en dessous de 2 000 unités. Lorsqu'elle cesse en avril 1977, 37 389 Ro 80 ont été produites en dix ans.
En 1968, elle a été élue voiture de l'année en Europe.

## Technique

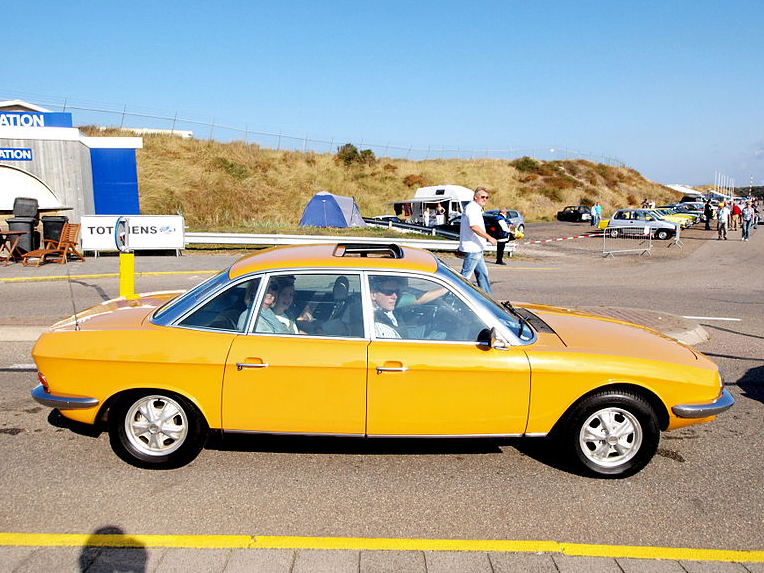
Le profil en coin bas de cette conception 1967 a été beaucoup imité dans les décennies suivantes.

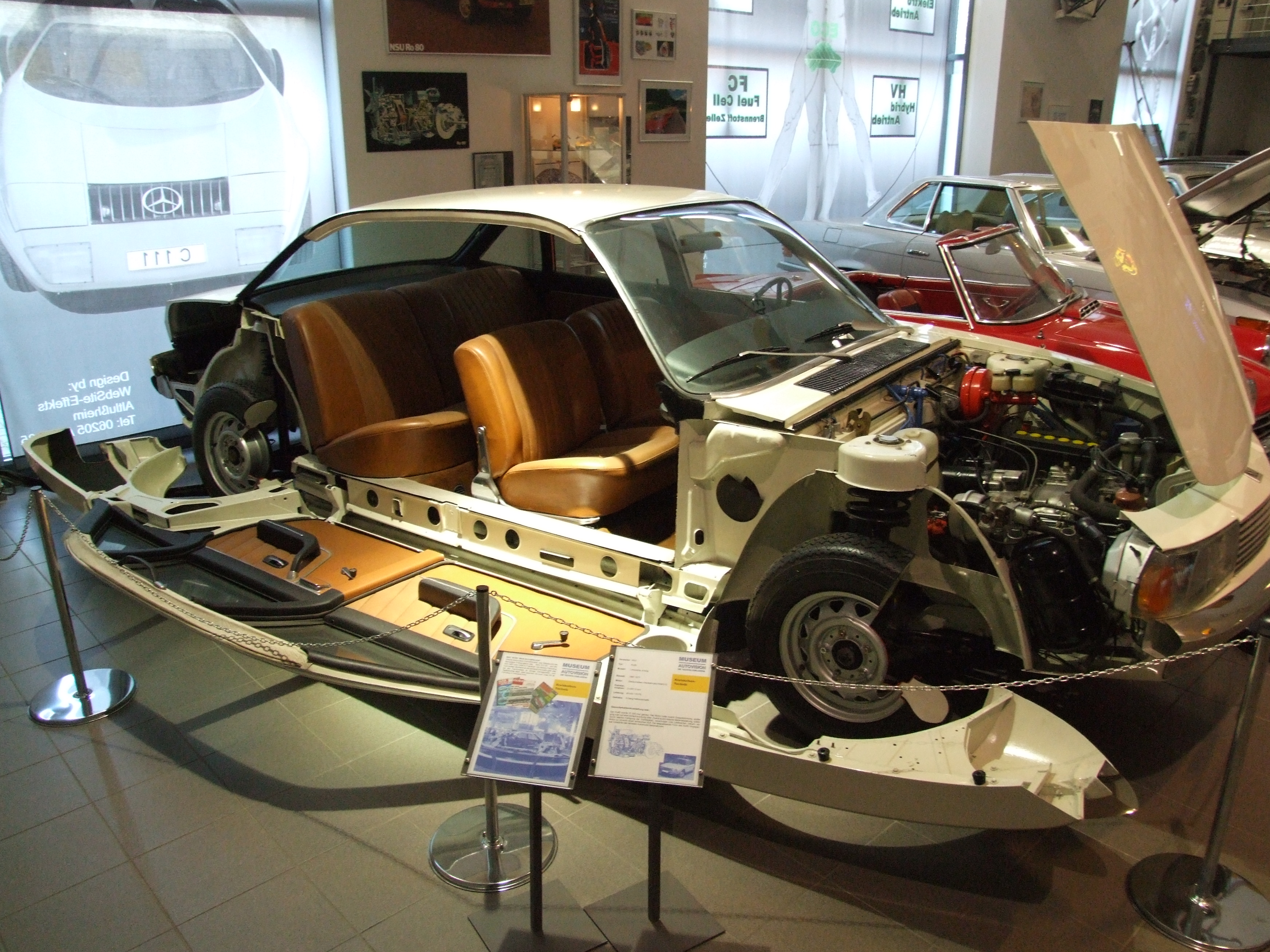
NSU Ro 80, AAI-Modell, Musée Autovision, Altlußheim, Allemagne.

Le moteur Comotor (un moteur Wankel birotor) est produit par la société Comotor, une entreprise commune à NSU et Citroën. Ce moteur équipera également la Citroën GS Birotor.
En plus du groupe motopropulseur, la Ro 80 se distingue par les roues ATE Dunlop avec quatre freins à disques. Les freins avant ont été montés en sortie de la boîte de vitesses, réduisant ainsi le poids non suspendu. La suspension est indépendante pour chacune des roues, avec jambes de force de type MacPherson à l'avant et semi-bras de suspension à l'arrière, tous deux à faible encombrement, technique couramment utilisée au XXIe siècle. La direction assistée ZF à pignon et crémaillère de direction préfigure les conceptions plus récentes.
L'embrayage automatique est couramment décrit comme une boîte de vitesses semi-automatique à trois vitesses : il n'y a pas de pédale d'embrayage, mais à la place, sur le pommeau du levier de vitesse, un interrupteur électrique qui exploite un système de vide permettant de désengager l'embrayage. Le levier de vitesse est positionné sur une grille de commande « en H ».
Le profil de la carrosserie est optimisé, avec un coefficient de traînée (CX) de 0,355 (très bon pour l'époque), ce qui permet à la Ro 80 d'atteindre une vitesse de pointe de 180 km/h. Des comparaisons ont été établies entre la conception de la Ro 80 et l'aérodynamique de l'Audi 100 en 1982, construite dans la même usine, quinze ans plus tard,,.
La suspension avant comprend des roues indépendantes, leviers transversaux et jambes élastiques, ressorts hélicoïdaux, amortisseurs télescopiques, barre stabilisatrice. La suspension arrière comprend des roues indépendantes, bras obliques et jambes élastiques, ressorts hélicoïdaux, amortisseurs télescopiques.

## Moteur
| Type moteur             | 626 |
| ----------------------- | --- |
| Capacité                | 995 cm3 (2 x 497,5 cm3) |
| Pistons                 | Deux rotors en triangle curviligne dans deux chambres épitrochoïdes (équivalent en régularité cyclique à six cylindres alternatifs) |
| Soupapes                | Aucune |
| Arbre à cames           | Aucun |
| Excentricité            | 14 mm |
| Largeur d'un rotor      | 67 mm |
| Rapport volumétrique    | 9 : 1 |
| Puissance maxi          | 115 ch DIN à 5 500 tr/min |
| Couple maxi             | 16,7 mkg à 4 500 tr/min |
| Type de carburant       | RON 97 |
| Carburation             | 2 carburateurs horizontaux Solex 18/32 HHD ou 1 carburateur à double corps horizontal à registre Solex 32 DDITS                     |
| Position                | Longitudinal à l'avant du véhicule et en porte-à-faux                                                                               |
| Kilomètre départ arrêté | 33,5 secondes |
| 0 à 100 km/h            | 12,8 s |
| Vitesse maxi            | 180 km/h |
| Consommation            | 15 L/100 km |

## Problèmes avec le moteur Wankel

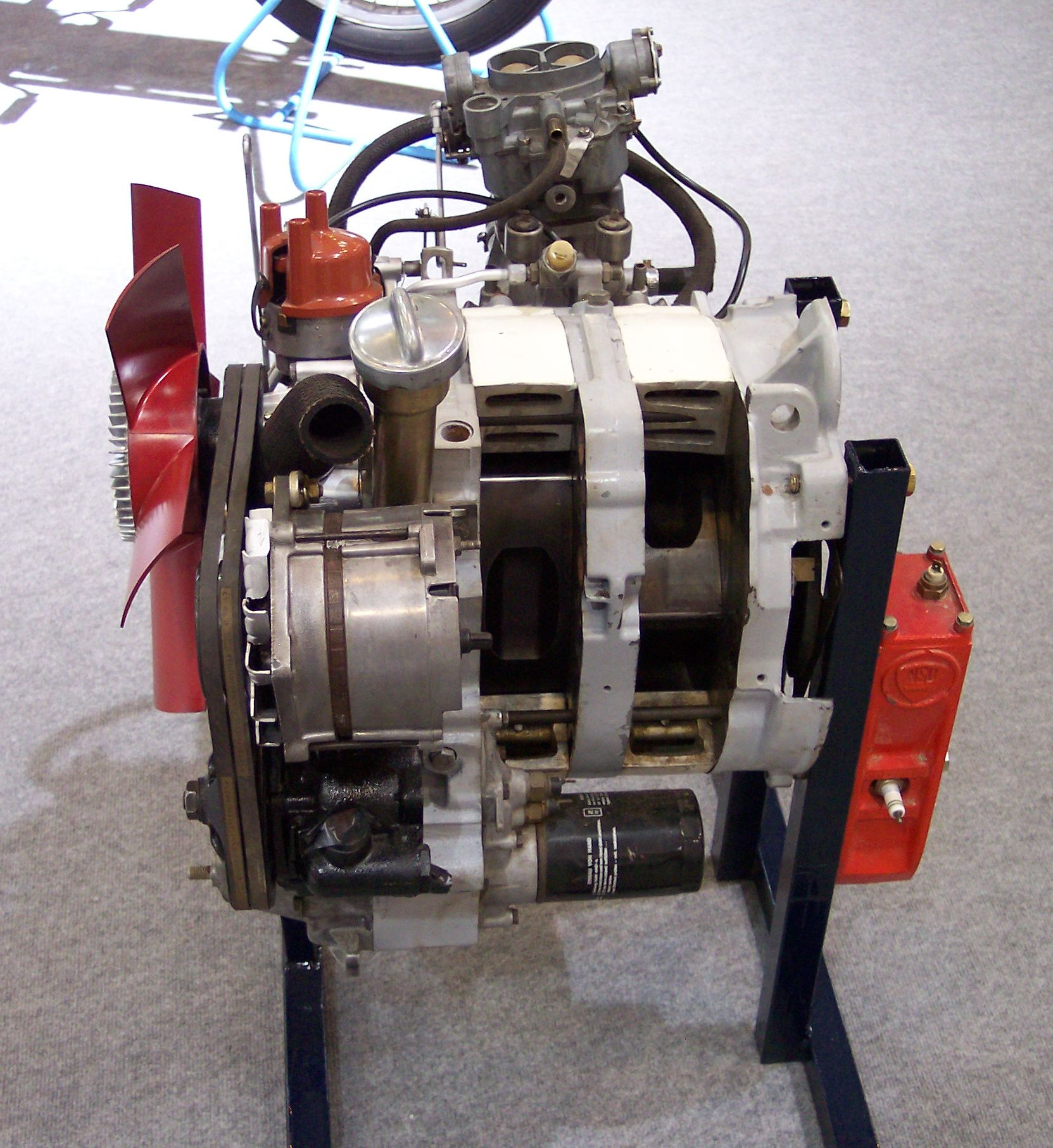
Moteur Comotor de la Ro 80 avec vue éclatée des chambres de combustion.

La voiture a vite une mauvaise réputation à cause de son moteur qui manque d'heures d'essais de fiabilité, ce qui lui restera par la suite. Le moteur Comotor souffre notamment de défauts de conception, consommation importante et usure des segments d'étanchéité des rotors, et sur quelques voitures, il doit être refait avant 50 000 km, certains problèmes survenant dès 24 000 km. Les joints d'étanchéité des rotors sont faits du même matériau[Lequel ?]. Lors de démarrages à froid, un défaut de conception provoque une friction de la partie centrale des segments d'arêtes et comprime les joints d'étanchéité, entraînant un passage des gaz d'admission entre les trois chambres. Avec un joint d'arête modifié, le problème est temporairement résolu, puis il est définitivement réglé avec un joint en Ferrotic. Afin de fiabiliser les parois des stators, celles-ci sont recouvertes de Nikasil, (alliage de nickel et de carbure de silicium). Ce traitement sera ensuite utilisé sur la "Citroën Visa bicylindre" puis sur les moteurs deux temps des motos de Cross et d'Enduro.  La consommation importante du moteur rotatif, généralement de 13 à 16 l/100 km, et le manque de connaissances pour l'entretien et la réparation du moteur Wankel par des mécaniciens, n'améliorent pas la situation. Pour le millésime 1970, la plupart des problèmes de fiabilité sont résolus, mais une politique de garantie généreuse et la mauvaise réputation de la voiture minent définitivement la situation financière de NSU. Celle-ci est rachetée par Volkswagen en 1969, et fusionne avec Auto Union pour devenir Audi,.
Les Ro 80 d'occasion seront pratiquement sans valeur dans les années 1970 en raison des problèmes de moteur. Le « remède » pour un moteur rotatif défectueux consiste à le remplacer par un moteur Ford V4 Essex (en), l'un des rares assez compacts pour tenir dans le compartiment moteur de la Ro 80.
L'impopularité de la voiture, en raison des problèmes évoqués ci-dessus, explique que les exemplaires originaux sont aujourd'hui très rares, et donc très prisés[réf. nécessaire].

## Prototypes de remplacement
En 1971, le modèle Ro 80 2×2 portes conçu par Pininfarina est présenté au Salon de l'automobile de Turin ; successeur prévu de la Ro 80, il n'a jamais été commercialisé. Ses spécifications ont été largement inspirées par la Ro 80. Sa particularité se situe au niveau des portes arrière qui s'ouvrent à l'opposé (vers l'arrière), plus couramment appelées portes antagonistes, principe interdit en Allemagne dès 1961 car le vent peut les arracher en cas d'ouverture accidentelle pendant la conduite. Pour cette raison, une pièce a été rajoutée aux portes arrière du modèle Ro 80 2×2 portes, afin qu'elles ne puissent s'ouvrir que lorsque les portes avant sont ouvertes. Une autre particularité réside dans le toit, qui peut être plié dans une large mesure à l'arrière et placé sur le portillon de la soute à bagages. Ce système est le précurseur des toits rigides rétractables. Pour améliorer la protection en cas d'impact latéral, les portes ont été spécialement renforcées. Cette idée est reprise par Volvo en 1991 avec son système de protection contre l'impact latéral.

Ro 80 2×2 portes Pininfarina
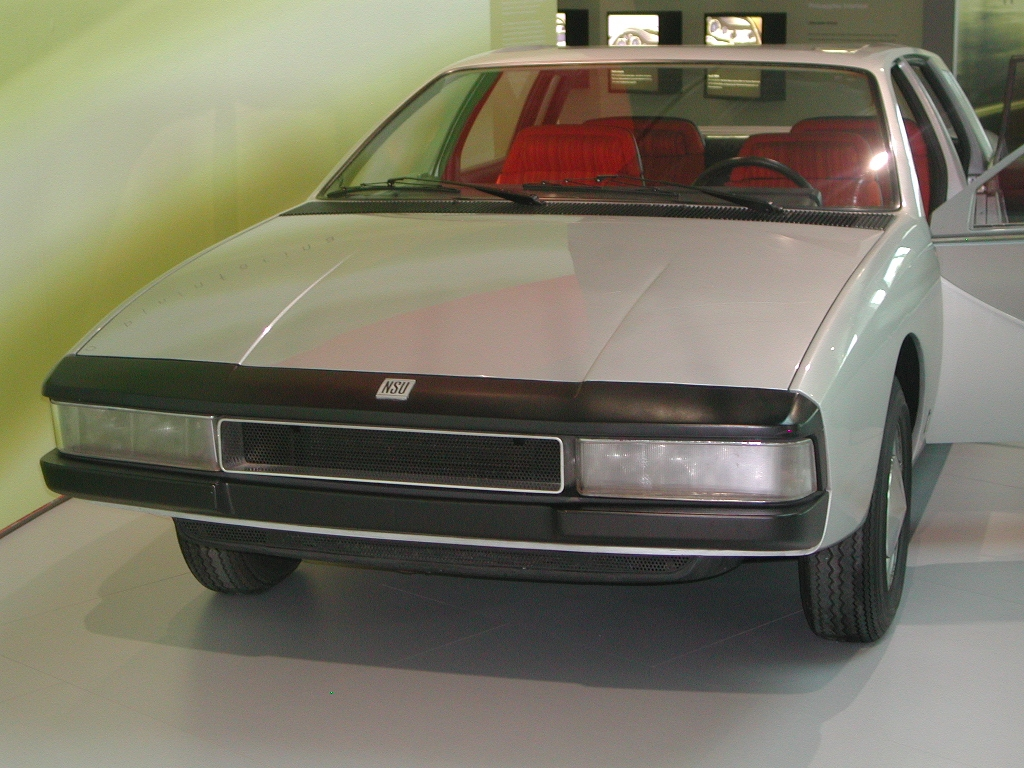
Ro 80 2×2 portes
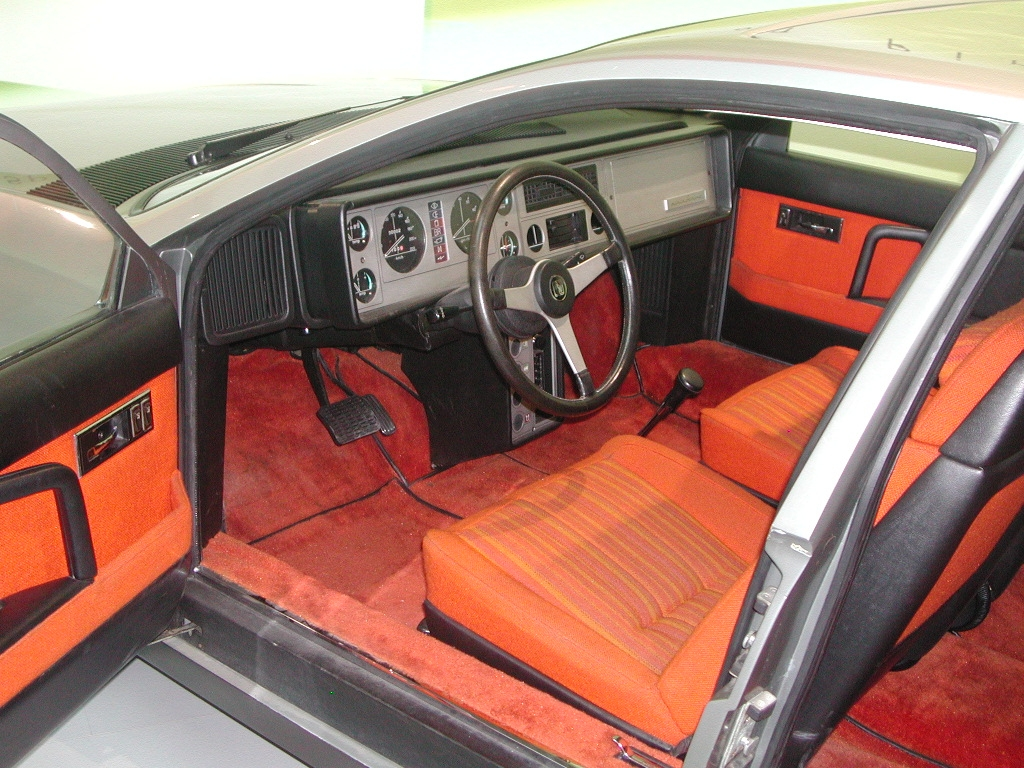
Intérieur
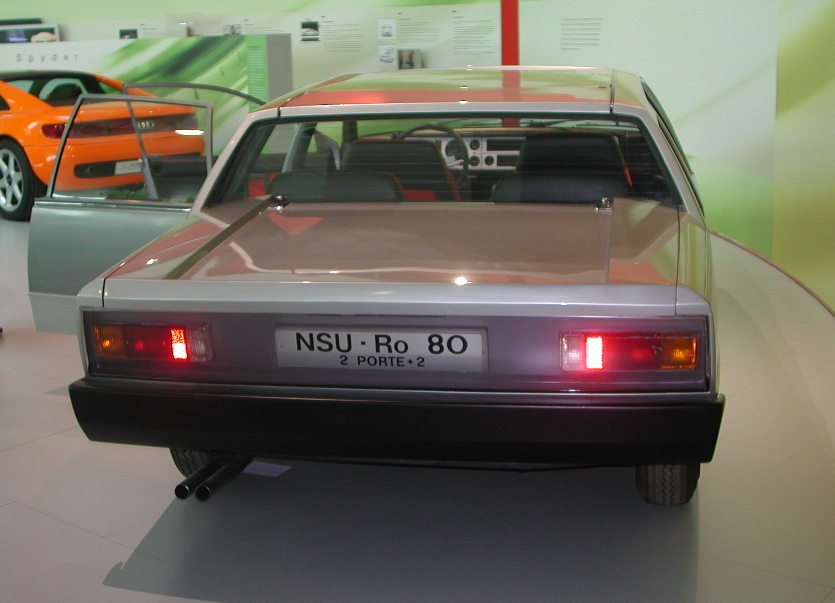
Vue arrière

En octobre 1973, le carrossier Bertone présente un coupé 4 places nommé Trapeze. Son nom s'explique par la forme générale et la disposition des deux passagers arrière de part et d'autre du moteur NSU Wankel central arrière. De plus le vitrage avant et latéral, dessiné comme un ovale, reprend la forme générale de celui de la Lancia Stratos HF de Rallyes présentée en novembre 1971 au salon de Turin. Bertone en dérivera même un casque de moto produit par Vitaloni et appelé... "Stratos" ! À l'avant sont alignés six phares rectangulaires comme l'Alpine A310 de mars 1971 mais ici ils sont occultés par une trappe qui s'abaisse devant eux. Ce principe sera repris par Marcadier sur la Barzoï 2 mais avec 4 phares rectangulaires seulement.